# Hemiceras deornata
Hemiceras deornata är en fjärilsart som beskrevs av Walker 1865. Hemiceras deornata ingår i släktet Hemiceras och familjen tandspinnare. Inga underarter finns listade i Catalogue of Life.